# 석파정
석파정(石坡亭)은 조선시대에 세워진 흥선대원군 별서(興宣大院君 別墅)에 딸린 정자이다. 1974년 1월 15일 서울특별시 유형문화재 제26호로 지정되었다. 사설 미술관인 서울미술관에서 관리하고 있다.

## 배경
흥선대원군 별서는 원래 철종 때 영의정을 지낸 세도가인 김흥근의 별서였다. 별서는 별장의 일종인데 잠깐 쉬었다 가는 별장과 달리 비교적 오랫동안 집 대신 거주하는 공간을 뜻한다.
김홍근이 별서를 만들기 전부터 이 일대는 경치가 좋기로 유명한 곳이다. 인근에 안평대군 이용 집터인 무계정사(武溪精舍)가 있고, 윤치호의 별장인 부암정도 멀지 않다. 개울 옆 바위에 소수운련암(巢水雲簾岩 - 물 속에 깃들어 구름으로 발을 건 바위)이라는 글씨를 권상하가 새겼다. 김홍근은 여기에 별서를 세우고 삼계동정사(三溪洞精舍)라는 이름을 붙였다. 지금도 집 옆 바위에 삼계동이라는 각자가 새겨져 있다.
흥선대원군 이하응은 이 집을 오랫동안 탐내어 김흥근에게 팔라고 요청하였지만 거절 당하였다가 임금이자 자신의 아들인 고종과 함께 방문하여 하룻밤을 묶었다. 성리학 예법에 임금이 묵은 곳을 신하가 계속하여 살 수는 없었기에 결국 김흥근이 이하응에게 집을 넘겼다고 한다. 이하응은 이 별서를 무척 마음에 들어하였다. 주변 풍경이 온통 바위산이라 자신의 호 마저 석파(石坡 - 돌고개)로 바꾸었고 집 앞 개울의 정자를 석파정이라고 하였다. 황현의 《매천야록》에는 김흥근이 흥선대원군의 정치개입을 막으려 하였으나 실패하였기 때문에 둘 사이에 정치적 알력이 있었다고 전한다.
흥선대원군이 죽은 뒤 별서는 그의 후손인 이희, 이준, 이우의 별장으로 세습되며 사용되어오다가 한국전쟁 후에는 천주교가 경영하는 코롬바고아원으로 사용되었다. 그 이후 병원으로 쓰이거나 개인 소유가 되는 등 자주 소유권이 이전되었고, 경매에도 여러 차례 등장하였다. 2004년 12월 개인 소유자가 부채 10억원을 감당하지 못하게 되자 감정가 75억4천600만원으로 경매에 나왔으나 두차례 유찰되어 감정가의 64％인 48억2천900만원까지 떨어졌다. 경매에 나온 곳은 1종 일반주거지역으로 지정돼 있는 1천여평을 제외한 나머지 약 88.9％의 부지가 개발제한구역과 문화재보호구역, 군사시설보호구역 등으로 묶여 있어 낙찰이 쉽지 않았다.
2006년 1월 13일 의약품 유통업체인 유니온약품그룹의 안병광 회장이 익명으로 응찰하여 감정가의 83%인 63억1천만원에 낙찰하였다. 안병광은 석파정 입구에 사설 서울미술관을 개관하고 그가 평소 수집하던 이중섭의 그림들을 전시하면서 미술관이 석파정을 관리하도록 하였다.

## 별서와 정자
흥선대원군 별서는 안채와 사랑채, 별채와 같은 살림채로 이루어져 있고 석파정은 중국풍으로 지은 정자이다.
별서의 사랑채는 담으로 둘러쌓인 안채와 떨어져 담 밖에 따로 지었다. ㄱ 자로 꺽어 지은 사랑채의 앞에는 서울시 지정 보호수 60호인 오래된 소나무가 있다.
안채는 중부지방의 전형적인 ㅁ 자 구조의 살림채이다. 사랑채와 안채의 담 사이로 누대로 올라가는 홍예문이 있다. 홍예문을 지나 높은 곳에 마련된 누대에는 유수성중관풍루(流水聲中觀楓樓 - 흐르는 물소리 속에서 단풍을 구경하는 누대)라는 편액이 걸려 있다.
별서와 조금 떨어져 중국풍으로 지은 정자인 석파정이 있다. 이 정자는 김흥근이 삼계동정사를 지을 당시에 지었다는 설도 있지만 아무런 기록이 없어 언제 지어졌는 지 불명확하다. 대원군이 직접 정자를 짓도록 하고 이름을 붙였을 수도 있고, 원래 있던 정자의 이름만 석파정이라 바꾸었을 수도 있다. 전통적인 한국의 정자와 달리 바닥을 화강암으로 마감하고 기둥에 꾸밈벽을 달고 지붕 역시 청나라 풍으로 꾸몄다.
석파정 앞에는 원래 중국식으로 지은 별서가 한 채 더 있었다고 한다. 석파정에 있던 중국식 별서는 현재 한식 요리집 한 켠으로 옮겨져 있으며 서울특별시의 유형문화재 제23호 석파정 별당으로 등록되어 있다.

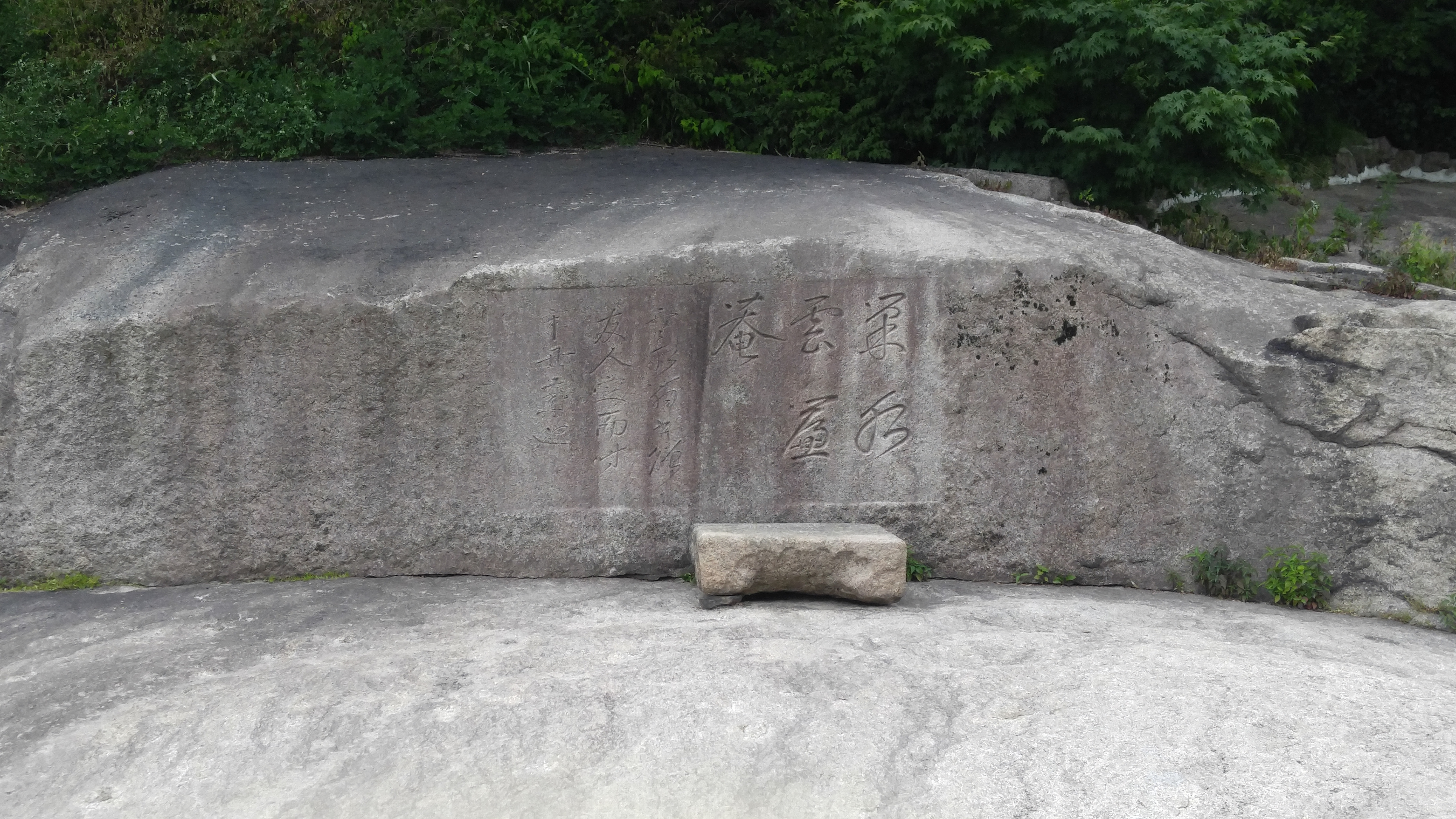
소수운련암
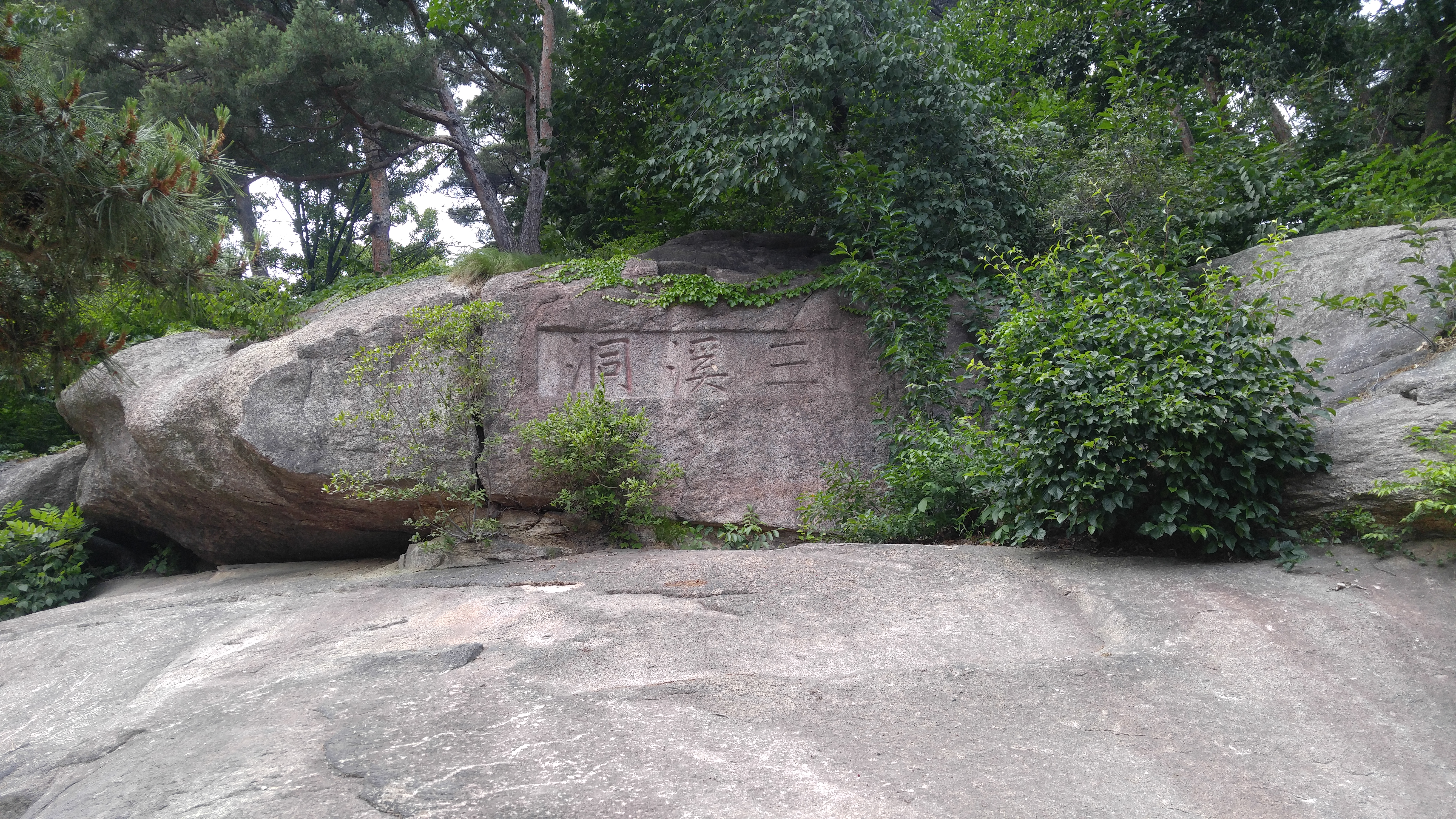
삼계동 각자
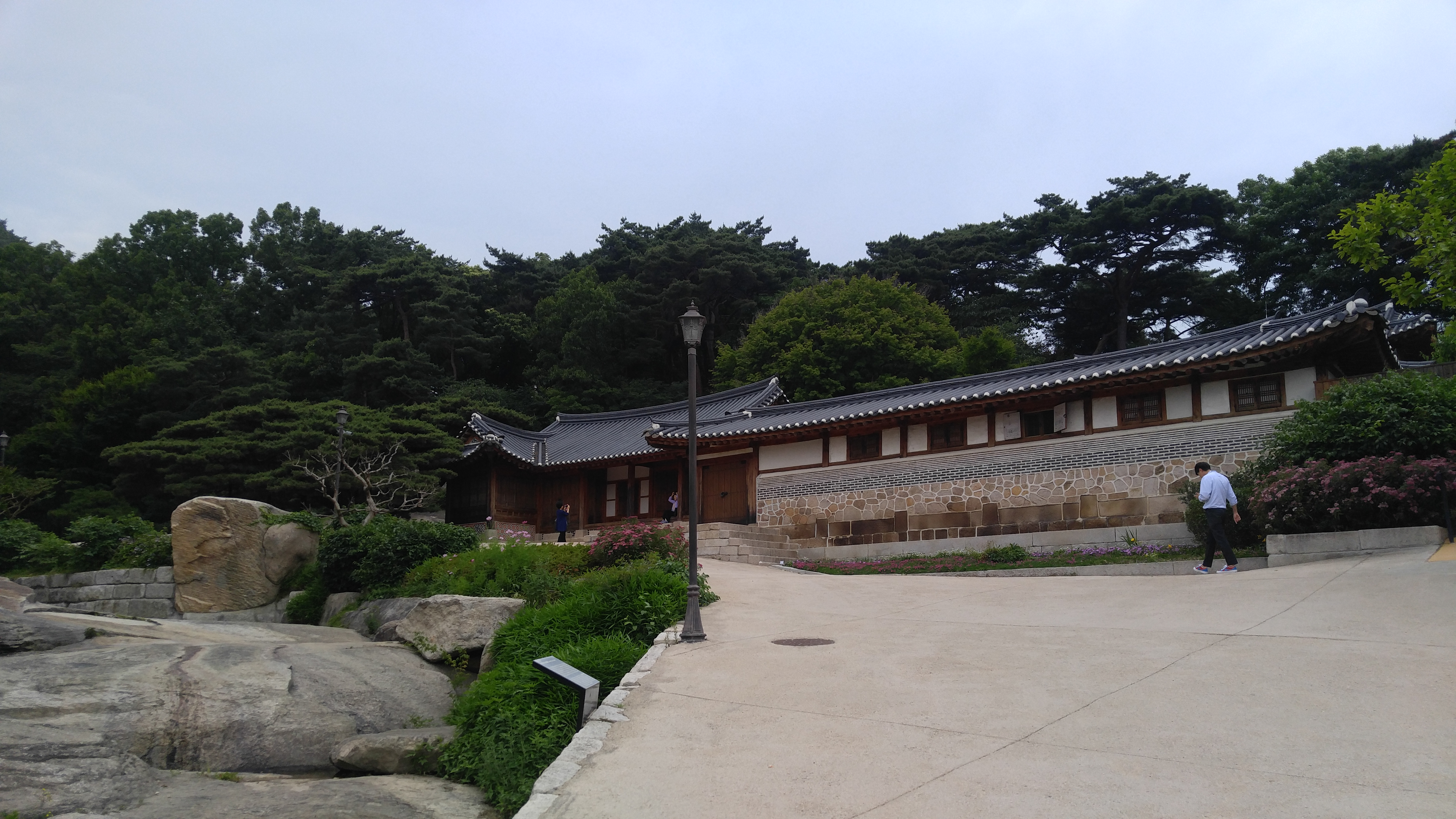
흥선대원군 별서
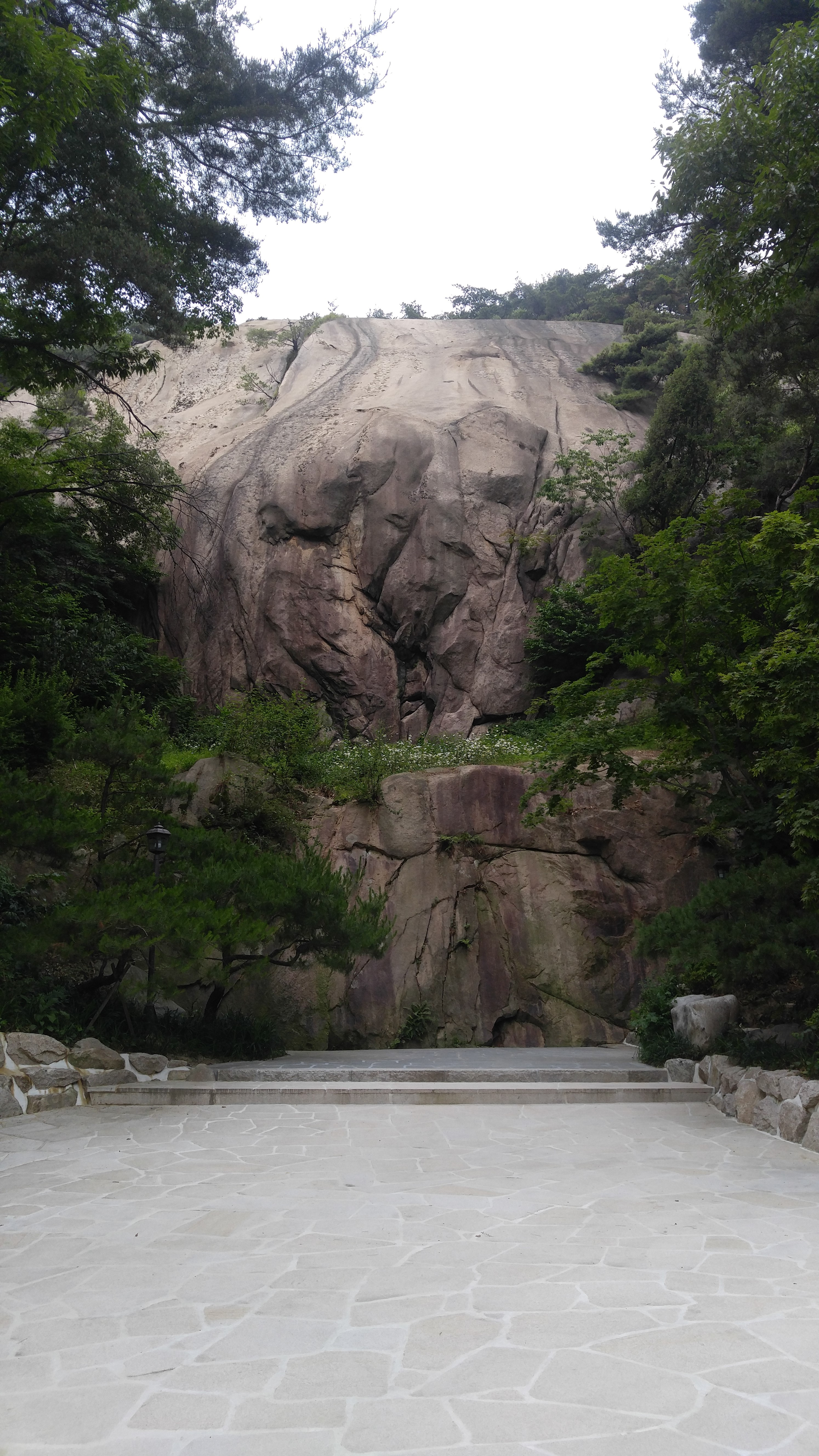
너럭바위
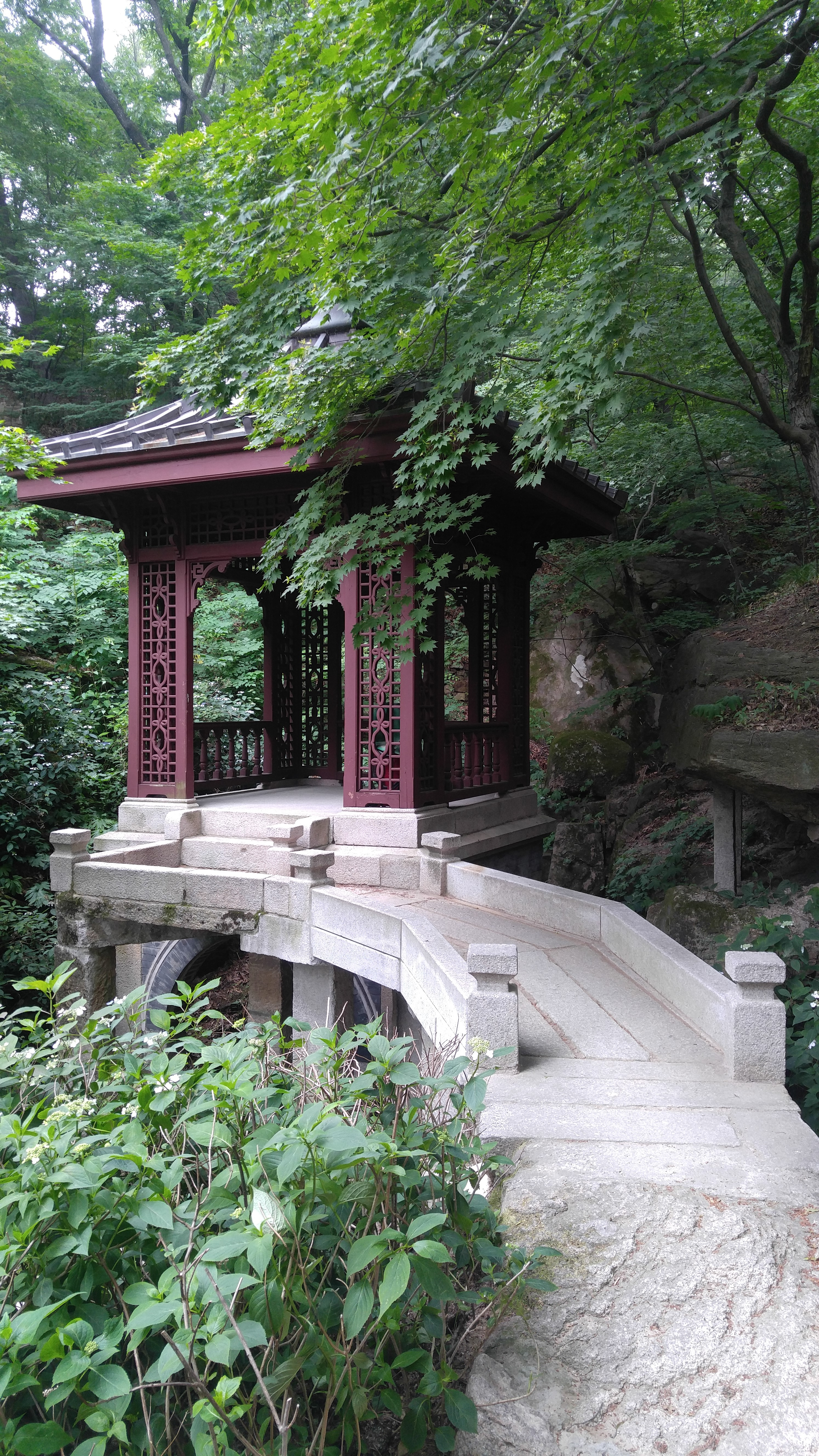
석파정

## 이용 정보
석파정은 서울미술관 부대시설로 미술관 입장(15,000원) 후 미술관 3층을 통해서만 입장 가능하다. 자가용 이용시는 서울미술관 지하1,2층 이용가능(미술관 관람시 주차 무료)
- 휴관일 매주 월요일
- 운영시간 12:00~17:00 (입장 마감은 폐장1시간 전까지)

## 같이 보기
- 김흥근
- 흥선대원군
- 석파정 별당 - 서울특별시 유형문화재 제23호
- 서울 부암동 백석동천 - 명승 제36호
- 서울미술관

## 내용주
1. ↑  서울특별시립미술관과 혼동하기 쉬우나 개인이 재원을 마련하여 운영하는 사설 미술관이다.